# Hijuelas
Hijuelas är en kommun i Chile.   Den ligger i provinsen Provincia de Quillota och regionen Región de Valparaíso, i den södra delen av landet, 80 km nordväst om huvudstaden Santiago de Chile.
Trakten runt Hijuelas består i huvudsak av gräsmarker. Runt Hijuelas är det ganska tätbefolkat, med 78 invånare per kvadratkilometer.